# Saint-Germain-du-Puch
Saint-Germain-du-Puch település Franciaországban, Gironde megyében. Lakosainak száma 2290 fő (2022. január 1.). Saint-Germain-du-Puch Vayres, Croignon, Camarsac, Arveyres, Baron, Beychac-et-Caillau, Nérigean és Sallebœuf községekkel határos.

## Népesség
A település népessége az elmúlt években az alábbi módon változott:
| Lakosok száma | 1281 | 1615 | 1813 | 2019 | 2168 | 2149 | 2156 | 2231 | 2259 | 2290 |
|               | 1968 | 1982 | 1990 | 2006 | 2013 | 2015 | 2017 | 2019 | 2020 | 2022 |